# Вологодский уезд
Волого́дский уе́зд — административная единица Русского царства в XV—XVII веках, а впоследствии — Российской империи с 1708 до 1917 года в составе Архангелогородской губернии, Вологодского наместничества и Вологодской губернии. Уезд ликвидирован при создании Северного края в 1929 году. Центр — город Вологда.

## История

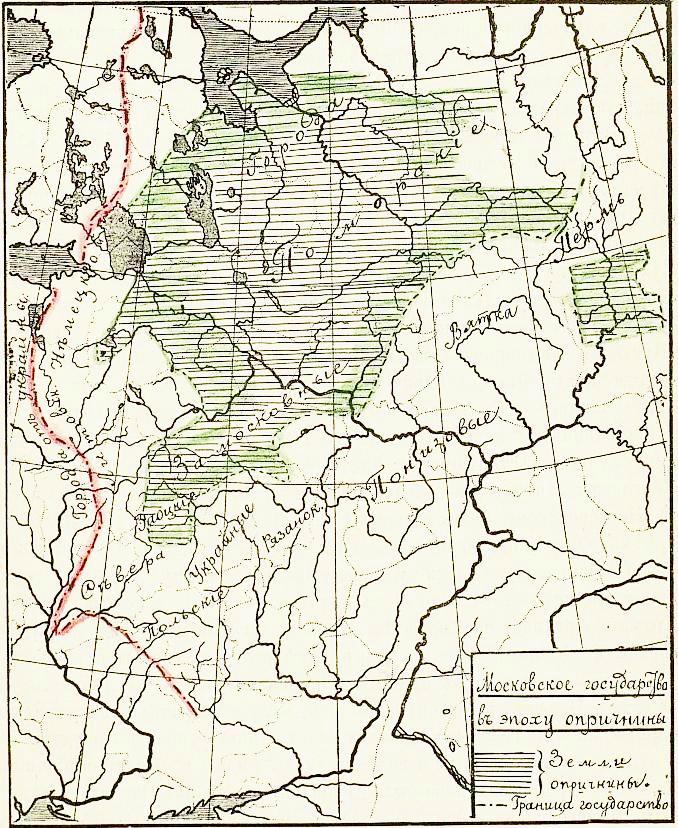
Московское государство в эпоху опричнины. Заштрихованы земли, взятые в опричнину

До областной реформы Петра I основной административно-территориальной единицей России были уезды, которые зачастую соответствовали границам предшествовавших удельных княжеств. Вологодский уезд образовался из земель Вологодского удельного княжества князя Андрея Меньшого после его смерти в 1481 году. На западе Вологодский уезд граничил с Белозерским уездом, на севере — с Важским уездом, на востоке — с Тотемским и Галицким уездами, на юге — с Костромским и Пошехонским уездами.
С XV века Вологда стала крупным центром по торговле солью, в XVI веке — по торговле зерном и коровьим маслом и др. продуктов сельского хозяйства. XVI век в истории Русского государства характеризуется непрерывно повышающейся конъюнктурой цен на хлеб, цена которого на внутреннем рынке выросла за столетие в 4—4,5 раза. Цены на мясо за это же время выросли в 2 раза, на масло — в 3 раза, на мёд — в 2,5 раза, на соль — на 1/3. Значительную роль во внутренней торговле играли монастыри, в том числе, вологодские. В частности, перепродажей продовольствия занимался Спасо-Прилуцкий монастырь.
В период правления царя Ивана IV Вологда становится одним из важнейших транзитных центров во внешней торговле России с Англией, Голландией и другими западными странами по Северодвинскому пути и в торговле с Сибирью.
В 1565 году Иван IV включает Вологодский уезд наряду с другими территориями Русского Севера в состав Опричнины с её административным центром в Вологде. С 1567 года из фонда черносошных и дворцовых земель начали раздавать поместья опричникам. Среди них были, в частности, лично близкие к царю В. Г. Грязной и Ф. А. Басманов. Также своё поместье в уезде имел Малюта Скуратов.
С 1566 года в Вологде началось строительство крепости. В связи с этим в городе появились служилые люди по прибору — стрельцы, пушкари и воротники — они составили постоянный военный гарнизон города. В Москве специально для Вологды были отлиты около 300 пушек. Также в Вологду был направлен отряд опричных стрельцов числом  до 500 человек.
В 1589 году по постановлению собора 1589 года кафедра Пермской епархии была перенесена в Вологду и архиереи стали именоваться «Вологодскими и Великопермскими».
В 1604 году для хранения товаров в Вологде был построен государев кладовой двор, свою контору имели в Вологде англичане.
В ноябре 1608 году Вологда присягнула Лжедмитрию II, но уже 29 ноября подняла против него восстание и вернулась под начало царя Василия Шуйского. В 1612 году Вологда присягала на верность польскому королевичу Владиславу. В апреле-июне 1612 года Вологда признала ополчение Минина и Пожарского и направила отряды для освобождения Москвы. В сентябре того же года Вологду разграбили и сожгло польское ополчение, ещё один польский отряд разграбил окрестности Вологды в декабре. В Вологде в 1627 году было 263 пустых двора и дворовых мест и 302 двора были жилыми фактически. 
В 1708 году в ходе административной реформы Петра I Вологодский уезд в исторически сложившихся границах вошёл в состав Архангелогородской губернии. При разделении губерний на провинции в 1719 году отошёл к Вологодской провинции до 1775 года, когда деление на провинции было отменено. В 1780 году, во время административной реформы Екатерины II, уезд отошёл к Вологодской области Вологодского наместничества. В 1780 г. образован Грязовецкий уезд, в который на время (не менее чем до 1825 г.) была передана  Водожская треть, а Комельская треть вошла в его состав до 1924 г. В 1796 году наместничество стало Вологодской губернией. В её составе уезд оставался до 1929 года. По постановлению ВЦИК от 7 августа 1924 г. к Вологодскому уезду присоединён Грязовецкий уезд.
В 1929 году Вологодская губерния и все её уезды были упразднены, а их территория вошла в новый Северный край. При этом город Вологда передан в краевое подчинение Северного края.

## Демография
В конце XVII века население Вологды и уезда, по оценке историка М. С. Черкасовой, составляло 88 тыс, чел.
По данным переписи 1897 года в уезде проживало 172,2 тыс. чел. В том числе русские — 99,4 %. В городе Вологде проживало 27 705 чел.
По переписи 1926 года в уезде проживало 398,5 тыс. человек, в том числе 72,6 тыс. городских и 326 тыс. сельских жителей.

## Власть
Высшую административную, судебную и военную власть в уездах Русского государства XVI–XVII вв. исполняли воеводы. Функции воевод определялись наказами, которые первоначально имели устный характер, а затем отражались в наказных грамотах. Прежде всего, воеводы отвечали за безопасность крепости и посада. Они выставляли караулы и объезжали город, хранили ключи от крепостных ворот. В период военной опасности воеводы формировали воинские соединения. Воевода обладал также правом
сбора податей и суда в уезде. В XVII в. воеводы активно вмешивались в деятельность городских общин, прежде всего, контролируя торговые операции и состояние торговых мест.
По административной реформе 1708 года уезды переименованы в дистрикты, во главы которых стояли избираемые из числа дворян земские комиссары. С 1727 года во главе уездов вновь встали воеводы, который подчинялся провинциальному воеводе, а тот, в свою очередь, губернатору.
Вологодские воеводы:
- Вадбольский, Иван Михайлович — 1584—1589 гг.
- Извольский, Поспел Елисеевич — 1607 г.
- Пушкин, Никита Михайлович — 1608—1609 гг.
- Вадбольский, Семен Васильевич — 1610 г.
- Долгоруков, Григорий Борисович — 1611—1612 гг.
- Одоевский, Иван Никитич — 1612 г.
- Пушкин, Григорий Григорьевич — 1612—1614 гг.
- Темкин-Ростовский, Михаил Григорьевич — 1614—1615 гг.
- Валуев, Григорий Леонтьевич — 1615 г.
- Хлопов, Иван Иванович — 1616—1619 гг.
- Алябьев, Андрей Семёнович — 1619—1620 гг.
- Бутурлин, Василий Васильевич — 1620—1621 гг.
- Салтыков, Иван Иванович — 1622—1624 гг.
- Волынский, Пётр Васильевич — 1625 г.
- Долгоруков, Владимир Тимофеевич — 1626—1628 гг.
- Хилков, Борис Андреевич — 1629—1630 гг.
- Плещеев, Иван Юрьевич — 1631—1632 гг.
- Барятинский, Иван Михайлович — 1633 г.
- Воейков, Александр Прохорович — 1634 г.
- Плещеев, Леонтий Степанович — 1635—1636 гг.
- Волконский, Иван Фёдорович — 1636—1639 гг.
- Хованский, Григорий Андреевич — 1640—1643 гг.
- Прозоровский, Иван Семёнович — 1644—1645 гг.
- Олферьев, Иван Васильевич — 1646 г.
- Стрешнев, Семён (Степан) Лукьянович — 1647—1648 гг.
- Полев, Иван Андреевич — 1648-1649 гг.
- Тургенев, Иван Юрьевич — 1650 г.
- Милославский, Ларион Семёнович — 1651—1653 гг.
- Ухтомский, Иван Тимофеевич — 1654 г.
- Boлынский, Андрей — 1656 г.
- Еропкин, Алексей Павлович — 1657—1658 гг.
- Стрешнев, Никита Константинович — 1660—1663 гг.
- Зубов, Степан Афанасьевич — 1664—1667 гг.
- Нащокин, Константин Устинович — 1668—1671 гг.
- Волынский, Яков Семёнович — 1671—1672 гг.
- Тышкевич, Федор Александрович — 1673—1676 гг.
- Голохвастов, Иван Демидович — 1677—1679 гг.
- Колычев, Иван Михайлович — 1680 г.
- Лодыженский, Сергей Иванович — 1681—1682 гг.
- Голохвастов, Иев (Иов) Демидович — 1683—1684 гг.
- Змеев, Борис Андреевич — 1685—1687 гг.
- Чаплин, Алексей Семёнович — 1691 г.
- Львов, Пётр Григорьевич — 1693—1694 гг.
- Захаров, Иван Кириллович — 1696—1698 гг.
- Мещерский, Никита Богданович — 1700 г.

## Административное деление

### 1646 год
Первая половина: Городской стан, Кубенская, Ракульская, Водожская, Брюховская, Лоскомская, Комельская, Обнорская, Авнежская, Шилегодская, Воздвиженская, Сямская, Оларевская, Раменская и Тошенская (включая Верховскую и Пуркаловскую трети) волости.
Заозерская половина: Уточенская, Корнская, Березницкая, Томашская, Ухтюжская (с четырьмя станками – Троицким, Богородским, Оксентьевским и Верхораменским), Кумзерская (с тремя станками – Долгим, Шапшинским и Азлинским), Петряевская, Вастьяновская, Бережецкая, Лещовская, Ильинская, Иванова Слобода, Катромская, Замошская, Двиницкая, Валгская, Боровецкая, Бохтюжская, Пельшемская, Корбангская, Грибцовская, Пустораменская (с Кузовлевым станком), Федосеевская, Сямженская (с Рубежским станком), Вожегодская, Зубовская, Раменская, Кривская, Ембская, Маныйловская (с Русиновым станом) волости, села-волости Георгиевское Заднее, Никольское Заболотье, Старое Никольское, Новое Никольское, село-стан Богословское Заболотье, Слободской стан.

### 1770 год
Комельская треть: Лостомская, Комельская, Авнежская, Шилегодская, Обнорская и Лежско-Волокская волости.
Тошенская треть: Городская, Пуркаловская, Тошенская, Васильевская, Верховская и Масленская волости.
Кубенская треть: Ракульская, Кубенская, Здвиженская, Сямская и Перебатинская волости.
Семиволостная треть: Боровецкая, Бохтюжская, Пельшемская, Замошская, Двиницкая, Корбанская, Коданевская, Засодимская и Оларевская волости.
Водожская треть: Брюховская, Водожская, Южская, Угольская, Раменская и Янгосарская волости.
Сянжемская треть: Закуштская, Грибцовская, Пустораменская, Кузовлевская, Михайловская, Федосиевская, Белтяева и Сянжемская волости.
Троицкая треть: Петряевская, Вожегодская, Ухтомская, Зубовская, Энальская, Вотчинская, Емская, Давыдовская, Нижеслободская, Митюковская, Маныловская и Вальгская волости.
Пинковская треть: Задносельская, Новосельская, Старосельская, Васьяновская, Лещевская, Ильинская, Рождественская, Флоровская, Иванова и Катромская волости.
Воскресенская треть: Уточенская, Коринская, Березницкая, Томажская, Богословская, Никольская, Троицкая, Богородская, Аксентьевская, Верхораменская, Флоровская, Шапшенская и Азлецкая волости.

### 1893 год
Волости и волостные центры на 1893 год:
I стан

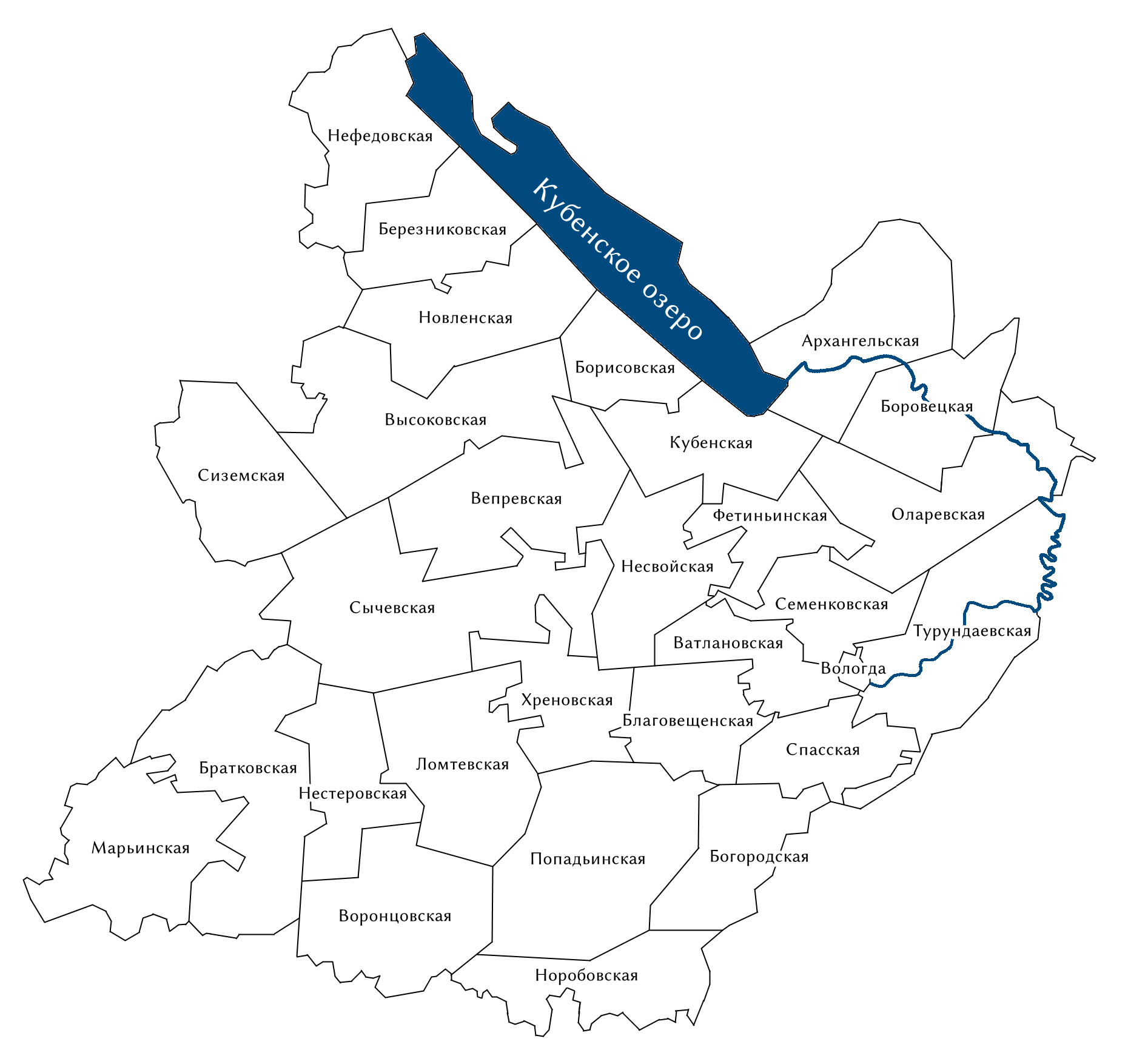
Схема волостного деления Вологодского уезда на конец XIX — начало XX века.

- Архангельская волость — Архангельское
- Березниковская волость — Березник
- Борисовская волость — Борисово
- Боровецкая волость — Харлушино
- Вепревская волость — Антоново
- Высоковская волость — Высоково
- Кубенская волость — Кубенское
- Несвойская волость — Несвойское
- Новленская волость — Новленское
- Нефедовская волость — Мальгино
- Оларевская волость — Оларево
- Семенковская волость — Семенково
- Фетиньинская волость — Фетиньино

II стан
- Благовещенская волость — Терпелка
- Богородская волость — Поповка
- Братковская волость — Братково
- Ватлановская волость — Ватланово
- Воронцовская волость — Ларионово
- Ломтевская волость — Беседное
- Марьинская волость — Марьино
- Нестеровская волость — Нестерово
- Норобовская волость — Доводчиково
- Попадьинская волость — Попадьино
- Спасская волость — Маурино
- Сиземская волость — Сизьма
- Сычевская волость — Сычево
- Турундаевская волость — Кобылино
- Хреновская волость — Старая

В 1913 году в уезде было 28 волостей: Архангельская, Березниковская, Благовещенская (центр — погост Голузин), Богородская, Борисовская (центр — с. Новое), Боровецкая (центр — д. Бекренево), Братковская, Ватлановская, Вепревская (центр — д. Антонова), Воронцовская (центр — д. Ларионова), Высоковская, Кубенская, Ломтевская (центр — с. Беседное), Марьинская, Несвойская (центр — д. Гончарка), Нестеровская, Нефедовская, Новленская, Норобовская (центр — д. Ильинская), Оларевская, Попадьинская, Семенковская, Сиземская, Спасская (центр — д. Конищево), Сычевская, Турундаевская (центр — с. Кобылино), Фитиньинская, Хреновская.
К 1926 году волостей стало 14: Владыченская (центр — с. Пичкарево), Верхне-Вологодская (центр — д. Антоново), Володарская (центр — с. Беседное), Грязовецкая, Кубино-Озерская (центр — с. Кубенское), Лежинская (центр — погост Бакланка), Новленская, Пригородная (центр — г. Вологда), Семенцевская, Сиземская, Тошне-Емская (центр — погост Ербуговский), Угольская (центр — д. Леоново), Шепяковская, Шуйская (центр — с. Святогорье). Отдельно выделялся Свердловско-Сухонский район (центр — рабочий посёлок Сокол)